# Coenosia nestor
Coenosia nestor är en tvåvingeart som beskrevs av Charles Howard Curran 1935. Coenosia nestor ingår i släktet Coenosia och familjen husflugor.
Artens utbredningsområde är Etiopien. Inga underarter finns listade i Catalogue of Life.